# Amaranthus caturus
Amaranthus caturus là loài thực vật có hoa thuộc họ Dền. Loài này được Roxb. mô tả khoa học đầu tiên năm 1832.